# Rogers Cup 2016
Rogers Cup presented by National Bank 2016, také známý pod názvem Canada Masters 2016, byl společný tenisový turnaj mužského okruhu ATP World Tour a ženského okruhu WTA Tour, hraný na otevřených dvorcích s tvrdým povrchem. Konal se mezi 25. až 31. červencem 2016 ve dvou kanadských velkoměstech Torontu a Montréalu jako 127. ročník mužského a 115. ročník ženského turnaje.
Turnaj se hrál o dva týdny dříve, než v obvyklém termínu během poloviny srpna, z důvodu konání Letních olympijských her 2016.
Mužská polovina soutěže probíhala v torontském areálu s centrálním dvorcem Rexall Centre. Po grandslamu byla zařazena do druhé nejvyšší kategorie okruhu ATP Masters 1000 a její dotace činila 4 691 730 amerických dolarů. Ženská část s rozpočtem 2 714 413 dolarů se odehrávala v montréalském areálu s centrkurtem Uniprix Stadium. Na okruhu WTA patřila do kategorie WTA Premier 5. Turnaj byl součástí letní americké šňůry na tvrdých betonech US Open Series 2016.
Nejvýše nasazenými hráči v soutěžích dvouher se staly světové jedničky, Srb Novak Djoković a Američanka Serena Williamsová, která se ovšem před turnajem kvůli zranění ramena odhlásila. Jako poslední přímí účastníci do dvouher nastoupili 89. ruský hráč pořadí Dmitrij Tursunov a 56. žena klasifikace Shelby Rogersová ze Spojených států.
Svou rekordní sbírku v počtu trofejí z turnajů ATP World Tour Masters 1000 rozšířil Novak Djoković, jenž počtvrté vyhrál Canada Masters a připsal si rekordní 30. titul ze série Masters, čímž se na dvě trofeje vzdálil od Rafaela Nadala. Čtyřicátou třetí finálovou účastí v této kategorii se osamostatnil na čele statistik. Z ženské dvouhry si premiérovou kanadskou trofej odvezla Rumunka Simona Halepová, pro niž to byl čtrnáctý kariérní singlový titul na okruhu WTA. Mužského debla ovládl chorvatsko-brazilský pár Ivan Dodig a Marcelo Melo, jenž tak vybojoval premiérovou trofej v probíhající sezóně a pátou společnou, respektive třetí ze série Masters. Ženskou čtyřhru pak opanovala ruská dvojice Jekatěrina Makarovová a Jelena Vesninová, jejíž členky v průběhu neztratily ani jeden set a získaly první trofej v roce, respektive šestou společnou.

## Rozdělení bodů a finančních odměn

### Rozdělení bodů
| Soutěž       | vítězové | finalisté | semifinalisté | čtvrtfinalisté | 16 v kole | 32 v kole | 64 v kole | Q  | Q2 | Q1 |
| ------------ | -------- | --------- | ------------- | -------------- | --------- | --------- | --------- | -- | -- | -- |
| dvouhra mužů | 1000     | 600       | 360           | 180            | 90        | 45        | 10        | 25 | 16 | 0  |
| čtyřhra mužů | 1000     | 600       | 360           | 180            | 90        | 0         | —         | —  | —  | —  |
| dvouhra žen  | 900      | 585       | 350           | 190            | 105       | 60        | 1         | 30 | 20 | 1  |
| čtyřhra žen  | 900      | 585       | 350           | 190            | 105       | 5         | —         | —  | —  | —  |

### Finanční odměny
| Soutěž       | vítězové | finalisté | semifinalisté | čtvrtfinalisté | 16 v kole | 32 v kole | 64 v kole | Q2     | Q1     |
| ------------ | -------- | --------- | ------------- | -------------- | --------- | --------- | --------- | ------ | ------ |
| dvouhra mužů | $685 200 | $336 000  | $169 100      | $85 985        | $44 600   | $23 540   | $12 710   | $2 930 | $1 490 |
| dvouhra žen  | $497 700 | $241 840  | $121 150      | $57 690        | $27 790   | $14 240   | $7 680    | $3 120 | $1 890 |
| čtyřhra mužů | $212 200 | $103 890  | $52 110       | $26 750        | $13 830   | $7 290    | —         | —      | —      |
| čtyřhra žen  | $140 230 | $70 835   | $35 070       | $17 650        | $8 950    | $4 420    | —         | —      | —      |

## Dvouhra mužů

### Nasazení
| Stát                             | Hráč           | ATP | Nasazení |
| -------------------------------- | -------------- | --- | -------- |
| Srbsko                           | Novak Djoković | 1.  | 1.       |
| Švýcarsko                        | Stan Wawrinka  | 5.  | 2.       |
| Japonsko                         | Kei Nišikori   | 6.  | 3.       |
| Kanada                           | Milos Raonic   | 7.  | 4.       |
| Česko                            | Tomáš Berdych  | 8.  | 5.       |
| Rakousko                         | Dominic Thiem  | 9.  | 6.       |
| Belgie                           | David Goffin   | 11. | 7.       |
| Chorvatsko                       | Marin Čilić    | 12. | 8.       |
| USA                              | John Isner     | 16. | 9.       |
| Francie                          | Gaël Monfils   | 17. | 10.      |
| Austrálie                        | Nick Kyrgios   | 18. | 11.      |
| Austrálie                        | Bernard Tomic  | 19. | 12.      |
| Francie                          | Lucas Pouille  | 22. | 13.      |
| Francie                          | Benoît Paire   | 24. | 14.      |
| USA                              | Steve Johnson  | 25. | 15.      |
| USA                              | Jack Sock      | 26. | 16.      |
| Žebříček ATP k 18. červenci 2016 |                |     |          |

### Jiné formy účasti
Následující hráči obdrželi divokou kartu do hlavní soutěže:
- Frank Dancevic
- Steven Diez
- Peter Polansky
- Denis Shapovalov

Následující hráči postoupili z kvalifikace:
- Jared Donaldson
- Emilio Gómez
- Alejandro González
- Ryan Harrison
- Dennis Novikov
- Tim Smyczek
- Radek Štěpánek

### Odhlášení
před zahájením turnaje
- Marcos Baghdatis → nahradil jej Kyle Edmund
- Roberto Bautista Agut → nahradil jej Denis Kudla
- Pablo Cuevas → nahradil jej Lu Jan-sun
- Roger Federer → nahradil jej Borna Ćorić
- David Ferrer → nahradil jej Taylor Fritz
- Richard Gasquet → nahradil jej Vasek Pospisil
- Philipp Kohlschreiber → nahradil jej Donald Young
- Feliciano López → nahradil jej Stéphane Robert
- Andy Murray → nahradil jej John Millman
- Rafael Nadal → nahradil jej Ernests Gulbis
- Andreas Seppi → nahradil jej Ivan Dodig
- Gilles Simon → nahradil jej Michail Južnyj
- Janko Tipsarević → nahradil jej Dmitrij Tursunov
- Jo-Wilfried Tsonga → nahradil jej Dudi Sela

### Skrečování
- Jérémy Chardy[2]
- Sam Querrey[2]
- Dominic Thiem[2]

## Mužská čtyřhra

### Nasazení
| Stát                                                                                      | Hráč           | Stát       | Hráč              | ATP | Nasazení |
| ----------------------------------------------------------------------------------------- | -------------- | ---------- | ----------------- | --- | -------- |
| USA                                                                                       | Bob Bryan      | USA        | Mike Bryan        | 7.  | 1.       |
| Spojené království                                                                        | Jamie Murray   | Brazílie   | Bruno Soares      | 13. | 2.       |
| Chorvatsko                                                                                | Ivan Dodig     | Brazílie   | Marcelo Melo      | 20. | 3.       |
| Indie                                                                                     | Rohan Bopanna  | Nizozemsko | Jean-Julien Rojer | 27. | 4.       |
| Rumunsko                                                                                  | Florin Mergea  | Rumunsko   | Horia Tecău       | 28. | 5.       |
| Kanada                                                                                    | Daniel Nestor  | Kanada     | Vasek Pospisil    | 30. | 6.       |
| Jižní Afrika                                                                              | Raven Klaasen  | USA        | Rajeev Ram        | 34. | 7.       |
| Finsko                                                                                    | Henri Kontinen | Austrálie  | John Peers        | 42. | 8.       |
| Žebříček ATP k 18. červenci 2016; číslo je součtem žebříčkového postavení obou členů páru |                |            |                   |     |          |

### Jiné formy účasti
Následující páry obdržely divokou kartu do hlavní soutěže:
- Félix Auger-Aliassime /  Denis Shapovalov
- Philip Bester /  Adil Shamasdin

### Skrečování
- Jack Sock[9]

## Ženská dvouhra

### Nasazení
| Stát                             | Hráčka                     | WTA | Nasazení |
| -------------------------------- | -------------------------- | --- | -------- |
| USA                              | Serena Williamsová         | 1.  | 1.       |
| Německo                          | Angelique Kerberová        | 2.  | 2.       |
| Španělsko                        | Garbiñe Muguruzaová        | 3.  | 3.       |
| Polsko                           | Agnieszka Radwańská        | 4.  | 4.       |
| Rumunsko                         | Simona Halepová            | 5.  | 5.       |
| USA                              | Venus Williamsová          | 7.  | 6.       |
| Itálie                           | Roberta Vinciová           | 8.  | 7.       |
| Španělsko                        | Carla Suárezová Navarrová  | 9.  | 8.       |
| Rusko                            | Světlana Kuzněcovová       | 10. | 9.       |
| USA                              | Madison Keysová            | 11. | 10.      |
| Slovensko                        | Dominika Cibulková         | 12. | 11.      |
| Česko                            | Petra Kvitová              | 13. | 12.      |
| Austrálie                        | Samantha Stosurová         | 14. | 13.      |
| Česko                            | Karolína Plíšková          | 17. | 14.      |
| Spojené království               | Johanna Kontaová           | 18. | 15.      |
| Rusko                            | Anastasija Pavljučenkovová | 19. | 16.      |
| Ukrajina                         | Elina Svitolinová          | 20. | 17.      |
| Žebříček WTA k 18. červenci 2016 |                            |     |          |

### Jiné formy účasti
Následující hráčky obdržely divokou kartu do hlavní soutěže:
- Françoise Abandová
- Caroline Garciaová
- Aleksandra Wozniaková

Následující hráčky postoupily z kvalifikace:
- Kateryna Bondarenková
- Jennifer Bradyová
- Naomi Broadyová
- Mariana Duqueová Mariñová
- Camila Giorgiová
- Nao Hibinová
- Vania Kingová
- Kristína Kučová
- Alla Kudrjavcevová
- Magda Linetteová
- Čang Šuaj
- Čeng Saj-saj

Následující hráčky nastoupily z pozice náhradnic:
- Varvara Lepčenková
- Christina McHaleová

### Odhlášení
před zahájením turnaje
- Viktoria Azarenková (těhotná) → nahradila ji Yanina Wickmayerová
- Irina-Camelia Beguová → nahradila ji Heather Watsonová
- Belinda Bencicová (zranění levého zápěstí) → nahradila ji Darja Gavrilovová
- Jelena Jankovićová (namožení nohy) → nahradila ji Misaki Doiová
- Garbiñe Muguruzaová (gastrointestinální onemocnění) → nahradila ji Varvara Lepčenková
- Lesja Curenková (zranění levého stehna) → nahradila ji Jelena Vesninová
- Coco Vandewegheová → nahradila ji Madison Brengleová
- Serena Williamsová (zánět ramene) → nahradila ji Christina McHaleová
- Caroline Wozniacká (poranění levého ramene) → nahradila ji Mirjana Lučićová Baroniová

v průběhu turnaje
- Sara Erraniová

### Skrečování
- Čang Šuaj[1]

## Ženská čtyřhra

### Nasazení
| Stát                                                                                      | Hráčka                | Stát             | Hráčka                 | WTA | Nasazení |
| ----------------------------------------------------------------------------------------- | --------------------- | ---------------- | ---------------------- | --- | -------- |
| Švýcarsko                                                                                 | Martina Hingisová     | Indie            | Sania Mirzaová         | 2.  | 1.       |
| Francie                                                                                   | Caroline Garciaová    | Francie          | Kristina Mladenovicová | 7.  | 2.       |
| Čínská Tchaj-pej                                                                          | Čan Chao-čching       | Čínská Tchaj-pej | Čan Jung-žan           | 11. | 3.       |
| Rusko                                                                                     | Jekatěrina Makarovová | Rusko            | Jelena Vesninová       | 20. | 4.       |
| Maďarsko                                                                                  | Tímea Babosová        | Česko            | Lucie Šafářová         | 29. | 5.       |
| Čína                                                                                      | Sü I-fan              | Čína             | Čeng Saj-saj           | 31. | 6.       |
| USA                                                                                       | Raquel Atawová        | USA              | Abigail Spearsová      | 40. | 7.       |
| Česko                                                                                     | Karolína Plíšková     | Česko            | Barbora Strýcová       | 52. | 8.       |
| Žebříček WTA k 18. červenci 2016; číslo je součtem žebříčkového postavení obou členů páru |                       |                  |                        |     |          |

### Jiné formy účasti
Následující páry obdržely divokou kartu do hlavní soutěže:
- Eugenie Bouchardová /  Carol Zhaová
- Darja Gavrilovová /  Samantha Stosurová
- Simona Halepová /  Monica Niculescuová
- Angelique Kerberová /  Andrea Petkovicová

Následující pár nastoupil z pozice náhradníka:
- Madison Brengleová /  Tara Mooreová

### Odhlášení
před zahájením turnaje
- Garbiñe Muguruzaová (gastrointenstinální onemovcnění)

### Skrečování
- Čan Chao-čching[10]

## Přehled finále

### Mužská dvouhra
- Novak Djoković vs.  Kei Nišikori, 6–3, 7–5

### Ženská dvouhra
- Simona Halepová vs.  Madison Keysová, 7–6(7–2), 6–3

### Mužská čtyřhra
- Ivan Dodig /  Marcelo Melo vs.  Jamie Murray /  Bruno Soares, 6–4, 6–4

### Ženská čtyřhra
- Jekatěrina Makarovová /  Jelena Vesninová vs.  Simona Halepová /  Monica Niculescuová, 6–3, 7–6(7–5)